# Rezervația peisagistică Holoșnița
Rezervația peisagistică Holoșnița este o arie protejată, situată în preajma satului omonim din raionul Soroca, Republica Moldova (ocolul silvic Soroca, Holoșnița, parcelele 1, 2). Are o suprafață de 199 ha. Obiectul este administrat de Gospodăria Silvică de Stat Soroca.
Aria naturală include o pădure de stejar, amplasată pe stânca abruptă a malului drept al Nistrului, în amestec cu carpen, frasin și tei roșu, cu o varietate mare de arbuști și plante ierboase rare. În profilul geologic se evidențiază (de jos în sus): paleozoicul inferior cu nisipuri de tip „Otaci”, cretacice, nisipuri sarmato-tigheciene și calcar volhinian.

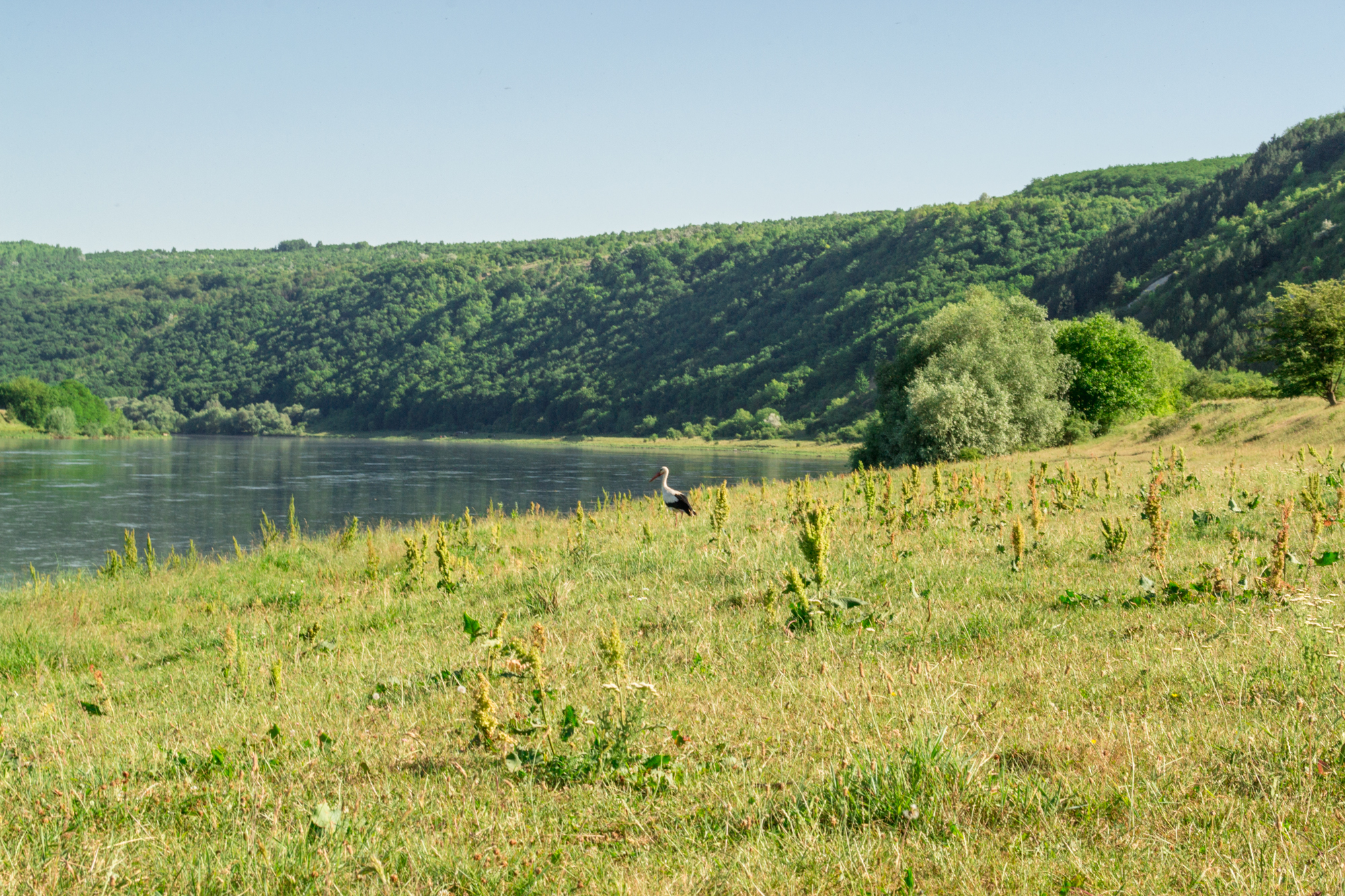
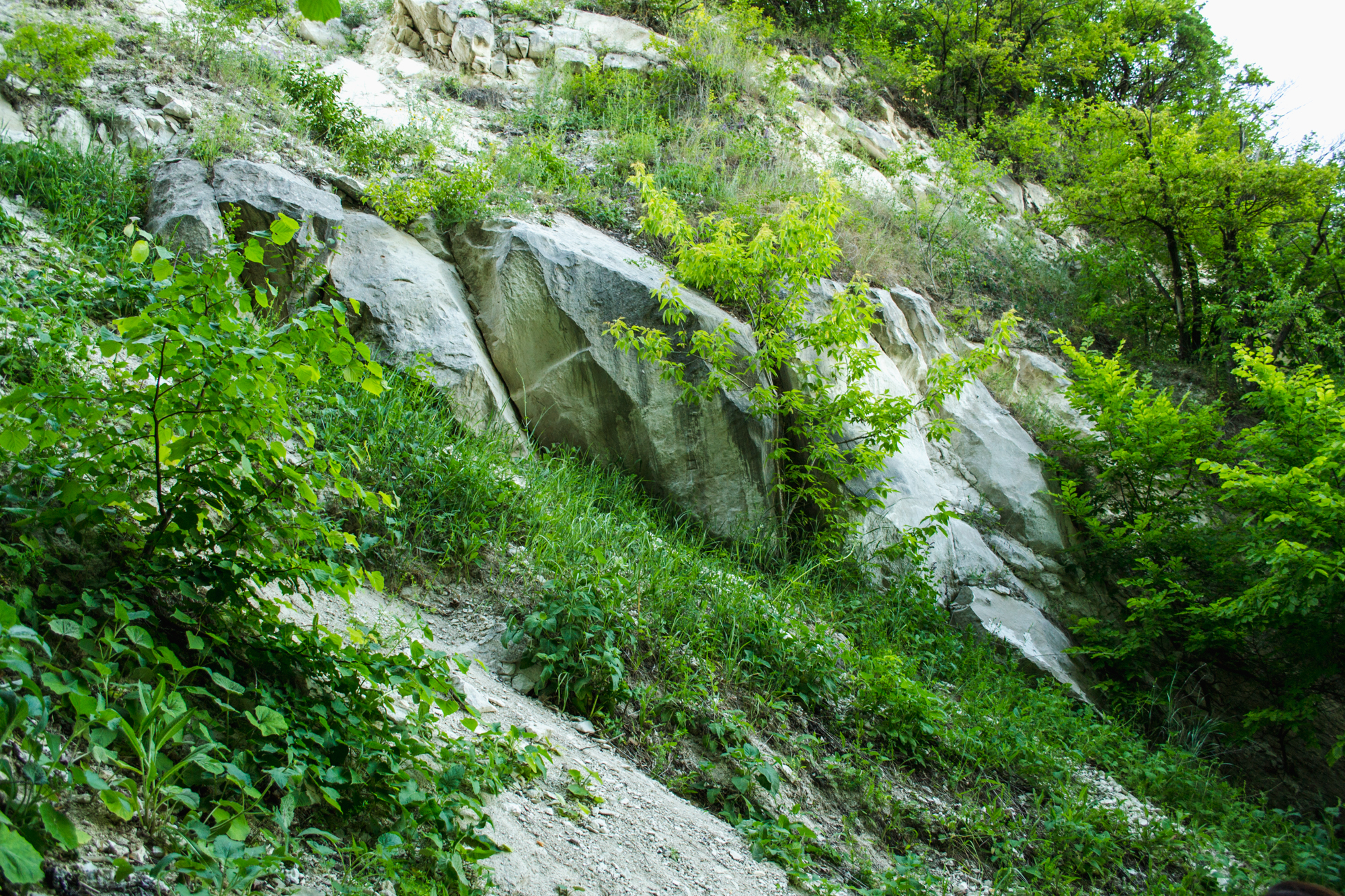
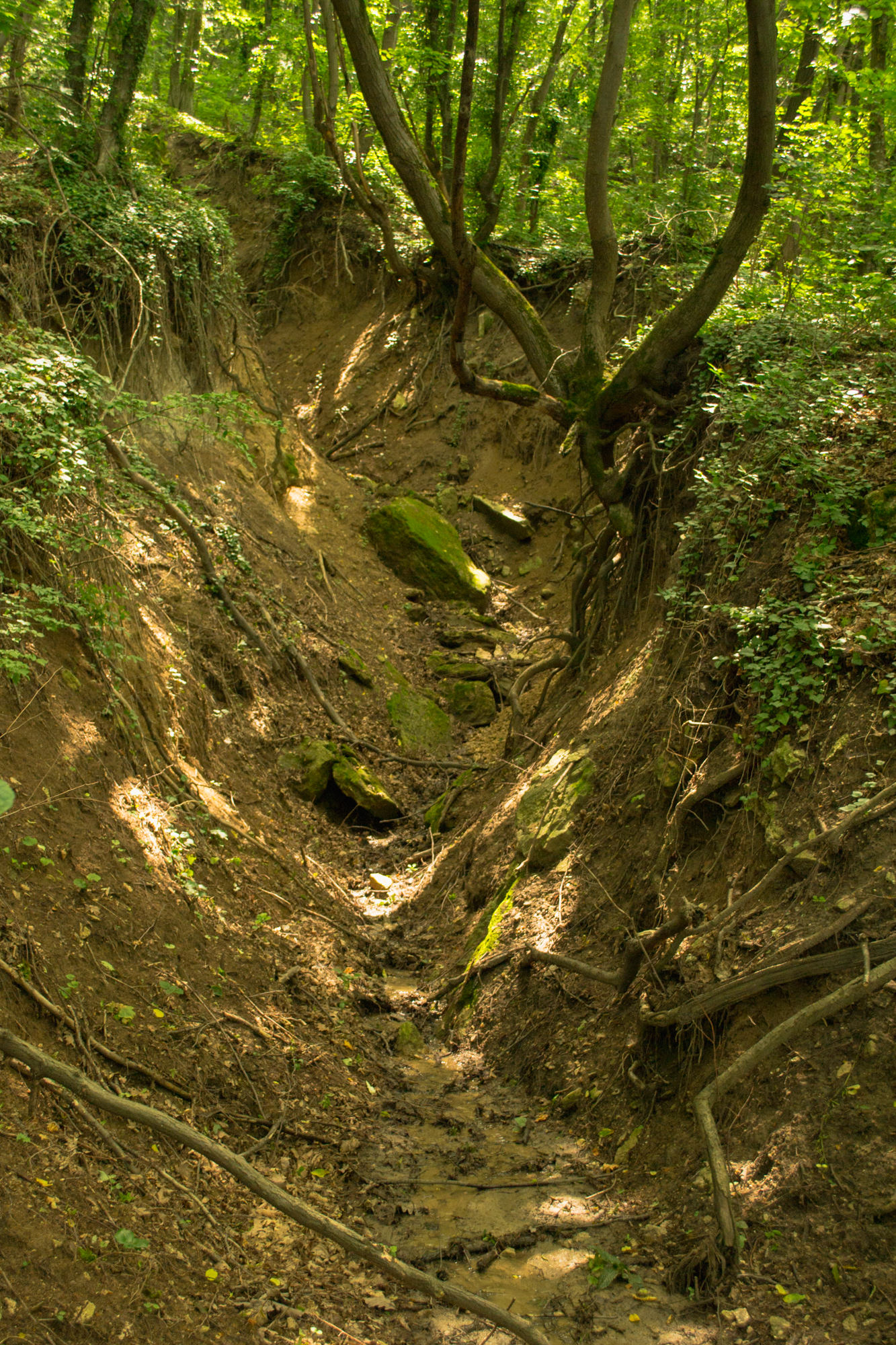
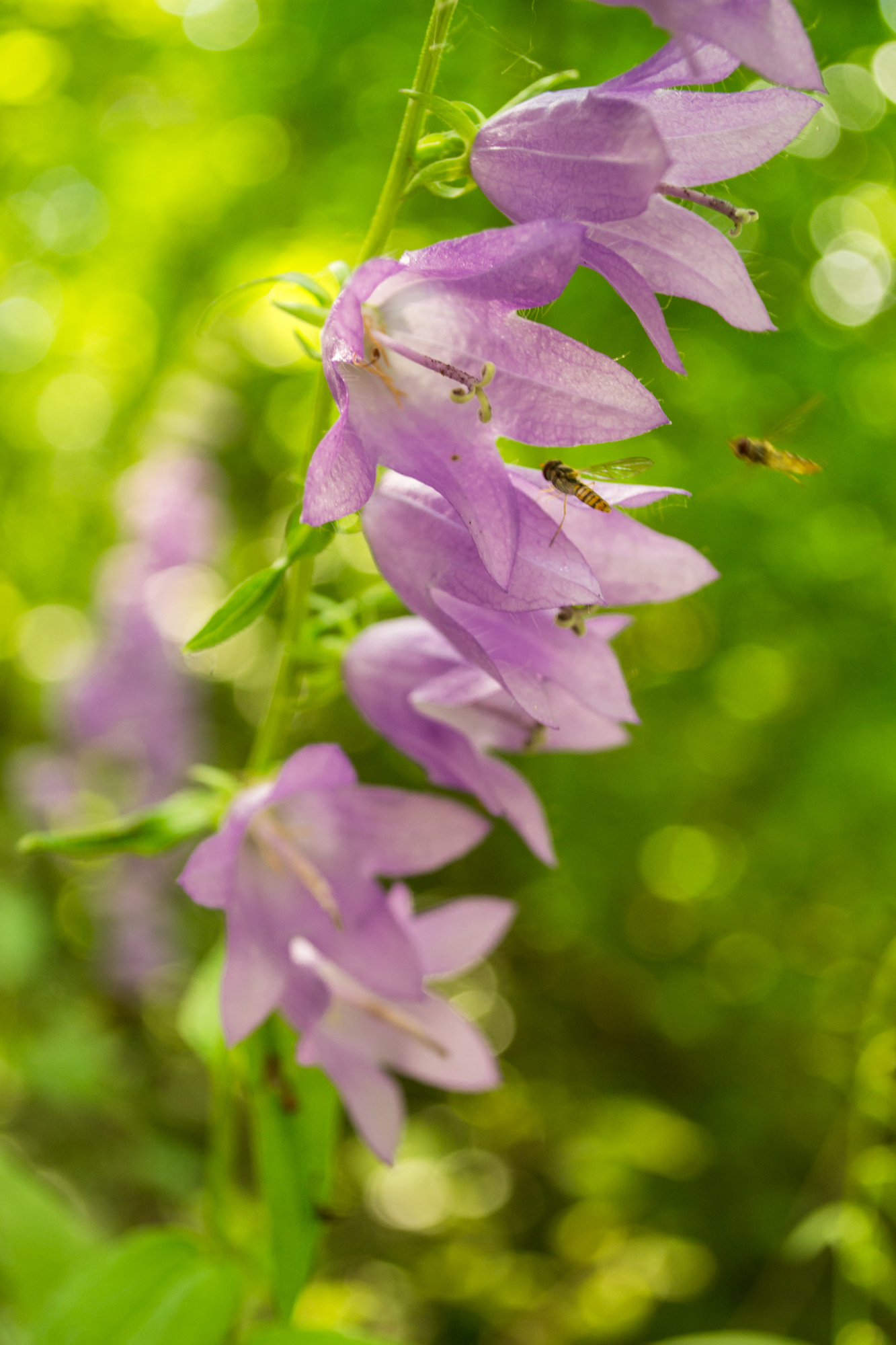